# Saint-Eustache
För andra betydelser, se Saint-Eustache (olika betydelser).

Saint-Eustache är en kyrkobyggnad i Paris, uppkallad efter den helige Eustachius. Kyrkan är belägen vid Rue du Jour i Paris första arrondissement.

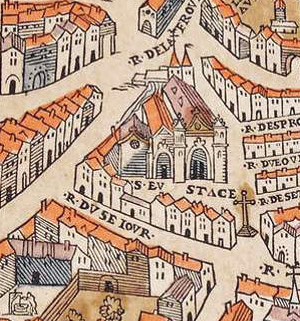
Saint-Eustache (•S•EVSTACE). Detalj från Truschets och Hoyaus Paris-karta (1550-talet)
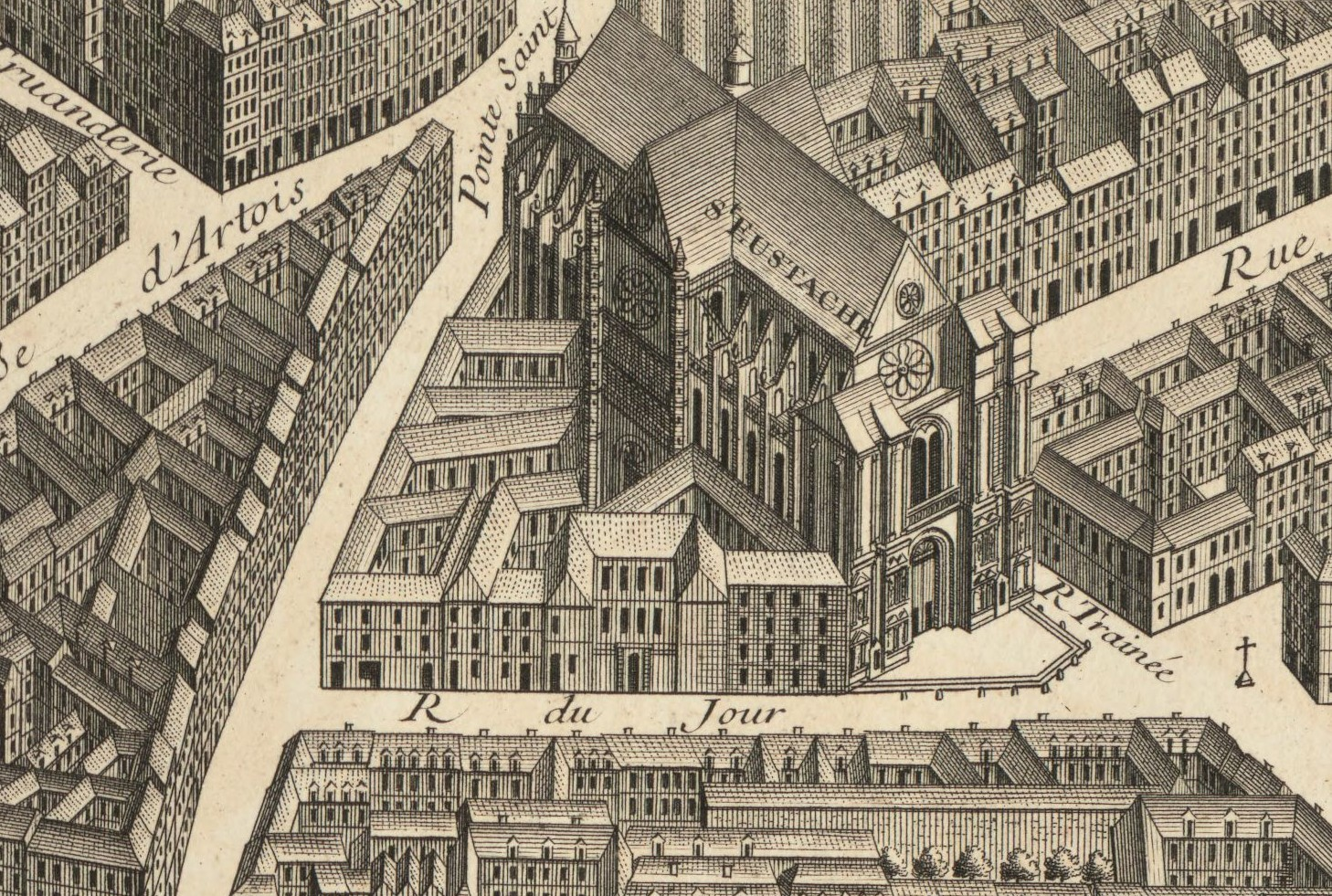
Saint-Eustache. Detalj från Turgots Paris-karta (1730-talet)
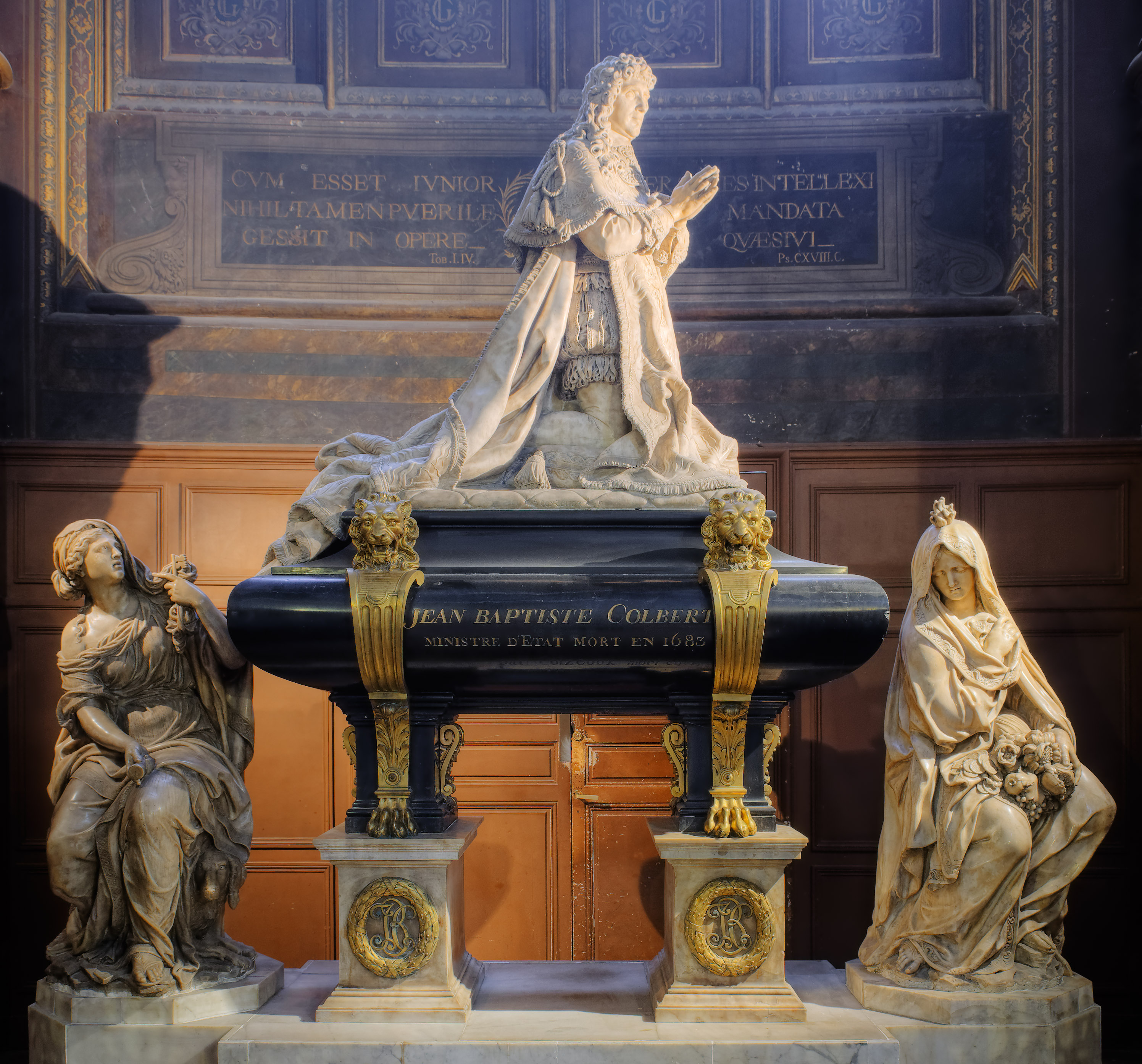
Jean-Baptiste Colberts gravmonument, utfört av Antoine Coysevox